# Máximo Ramos
Máximo Ramos López (La Graña, 1880-Madrid, 1944) fue un ilustrador, dibujante, escenógrafo, muralista, publicista, grabador y pintor español.

## Biografía
Nacido el 4 de septiembre de 1880 en el actual municipio coruñés de Ferrol, al parecer en La Graña,a lo largo de su carrera profesional ilustró textos destinados a un público infantil y adulto y colaboró en publicaciones periódicas como El Correo Gallego, Galicia Gráfica, Diario Ferrolano, Labor Gallega, Flechas y Pelayos, Fotos, Blanco y Negro, La Esfera, Nuevo Mundo y ABC. Falleció en Madrid el 25 de febrero de 1944. En palabras del crítico José Francés, «sus dibujos a lápiz, densos, blandos, de una palpitante carnalidad, son inconfundibles. Tienen la enérgica traza de un temperamento iconoclasta, y, no obstante, parecen casi siempre agobiados, intimidados por un pesimista desaliento».
Su obra está presente en las colecciones de instituciones como, entre otras, la Diputación de La Coruña, el Museo de Pontevedra, la Colección Afundación, el Museo Municipal Quiñones de León, el Museo de Bellas Artes de La Coruña, la Real Academia Galega o el Museo ABC.

## Galería de imágenes

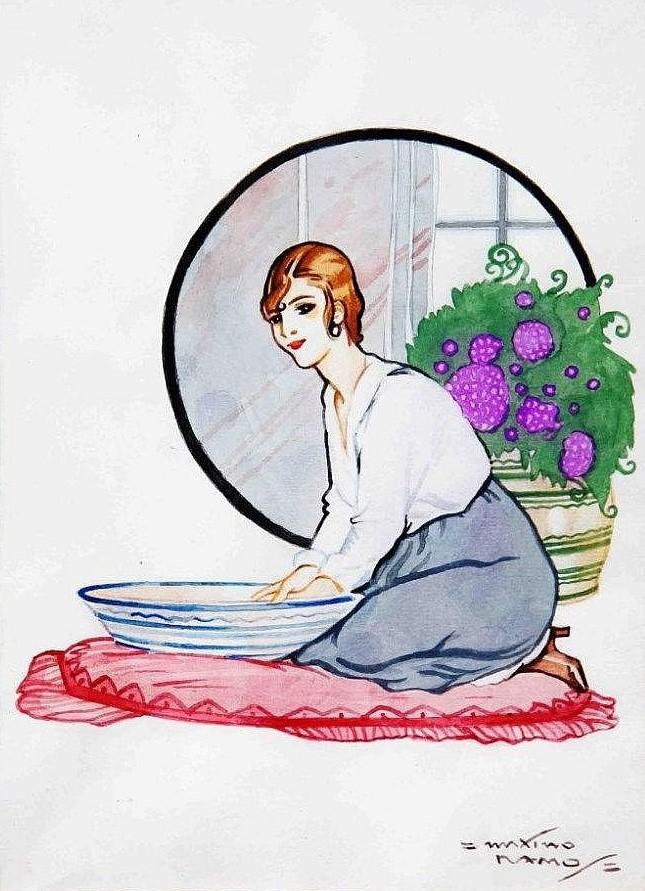
Escena modernista, acuarela.
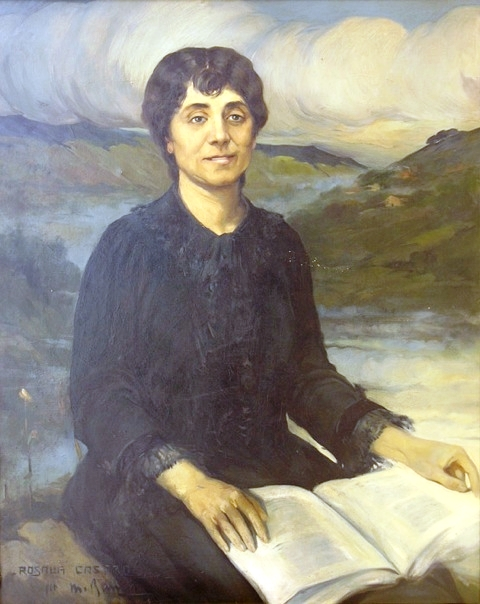
Rosalía de Castro, 1914, Real Academia Galega.
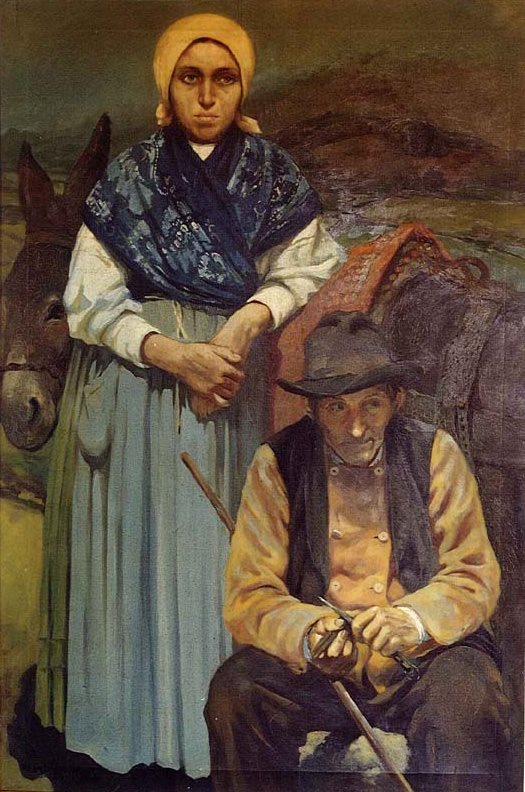
Tipos populares, Museo de Pontevedra.
- Cubierta de
Del océano a Venus, 1921.
- Cubierta de
Las alas del cisne,
1922.
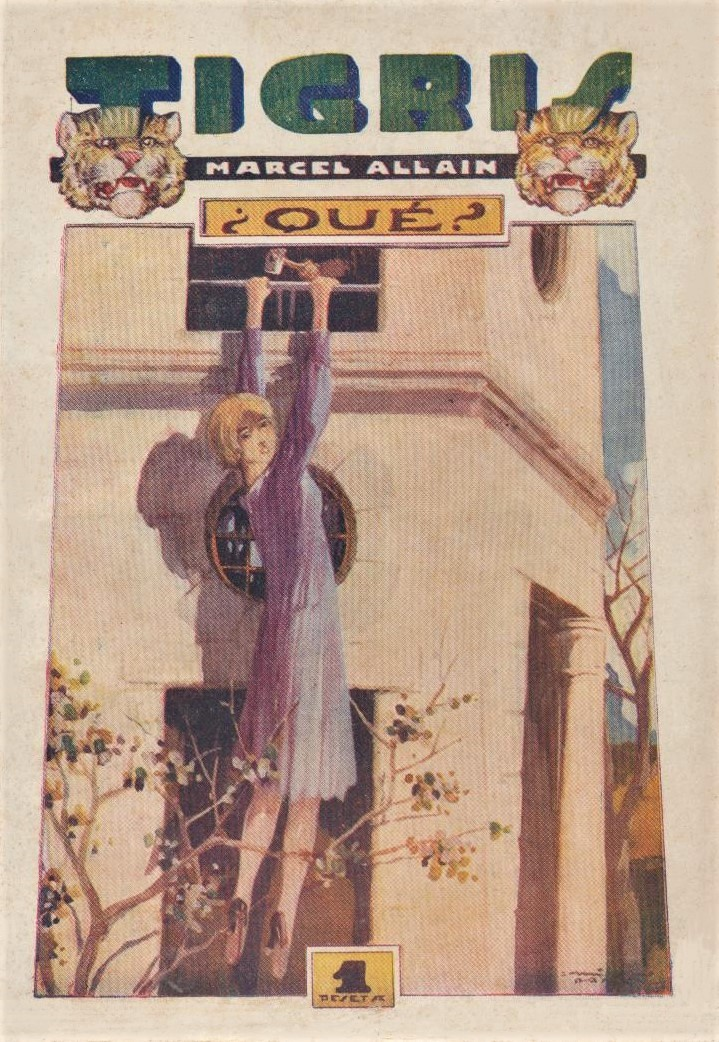
Cubierta de ¿Que? de Marcel Allain, en Tigris.